# 大韩航空货运6316号班机空难
大韓航空货运6316號班機（KAL6316），又称莘庄空难，是由大韩航空货运执飞，从上海虹桥国际机场飛往首尔金浦國際機場的定期貨運航班。1999年4月15日下午4時04分，一架麦道MD-11F在執行該航班時，从虹桥机场起飞后不久即墜毀於虹橋機場西南的莘莊鎮上一个正在施工中的工地（当时正在建设沁春园居民新村）並且爆炸起火，三名機組人員全部遇難，也造成地面5人罹難，42人受傷。事后调查发现，事故原因是驾驶员失誤，對高度單位判斷錯誤。

## 經過
1999年4月15日下午，KAL6316號班機裝載著86噸貨物由上海虹橋機場起飛，所載貨物主要是計劃出口韓國的棉織品、集成電路板和五金工具。起飛后，副機長聯繫上海離場，獲得爬升至1,500（4,900英尺）的指令。當貨機爬升至4500英尺時，副機長錯誤地提示機長航管所要求高度應為1500英尺（實為1500米），機長認為飛機需下降3000英尺，貿然推動操縱杆以儘快下降。這使得飛機进入大角度高速俯冲，最終高速坠入虹橋機場东南的莘莊莘西南路一處建築工地並起火，機上3名韓籍機組人員全部遇難，地面5人死亡（包括2名小學生及3名務工人員），4人重傷，36人輕傷，附近工棚全毀，11幢建築、32間店鋪、317戶居民房屋受損，飛機殘骸及機載貨物碎片散落在方圓數百米之內。由於飛機墜毀時猛烈撞擊地面，上海市地震局亦於1999年4月15日下午4時04分35.2秒記錄到一次1.6級地震。

## 事故调查
大韩航空公司副主席沈一泽在坠机发生数小时后举行的记者招待会中曾初步判斷該事件可能為炸彈爆炸所造成，但中国外事局官员于次日表示此说法并无根据，调查仍在继续。1999年4月27日的初步調查顯示，飛機上並未載有危險貨物，也沒有人為破壞或空中爆炸的跡象。艙音記錄器（CVR）嚴重損壞，但记忆模块被发现并且译码良好；飛行數據記錄器因撞擊損毀，只找到磁带的碎片，NTSB与记录器制造商译码需要至少数周时间。2001年6月5日，韓國建設交通部稱機組人員對飛機高度的認識錯誤造成了飛機的墜毀。根据飞行数据记录仪恢复的事故经过是：起飞离港过程中按照航管要求，向1500米高度爬升途中，副驾驶发现仪表读数是4500（单位英尺），却遗忘了单位换算，于是向机长指出，飞行高度“有问题”。机长处置是飞机开始以35度角向下俯冲。座舱语音告警系统发出紧急近地警告，提醒机长注意地形，并直接命令他拉起来。但机长仍坚决推杆俯冲，直至撞击地面前最后时刻，机长开始大喊：“拉！拉！”但已经无法挽回。

## 涉事飛機
失事的MD-11貨機註冊編號為HL7373，於1992年製造，序列號為48409，生產線編號為490，使用三台普惠PW4460發動機，原為一架MD-11客機，1996年改裝為貨機。它是當時交付給大韓航空的五架MD-11中的第三架。

## 機組員名單
- 機長：洪性實（韓語：홍성실），生於1945年
- 副機長：朴本錫（韓語：박본석），生於1964年
- 機械師：朴炳基（韓語：박병기），生於1951年[11][12]

## 相關事件
事發前一個月（1999年3月15日），大韓航空1533號班機由一架編號為HL7570的MD-83執飛，在浦項機場降落時衝出跑道。同年12月22日，一架波音747-200F在執行大韓航空货运8509號班機時因機師失誤，自伦敦斯坦斯特德机场起飛不久后墜毀。事發之后，時任韓國總統金大中指出大韓航空管理不善，並敦促韓航更換管理層，以專業人員取代當時獨掌大韓航空大權的趙重勳家族，但當時大韓航空的首席執行官趙亮鎬並無辭職之意且事後仍然接任其父趙重勛的會長職務。同时达美航空、法国航空宣布断绝与大韩航空的合作关系，直至2002年。
事发时飞机在莘庄镇的开发中楼盘“沁春园小区”附近坠毁，导致其物业被毁、停工、滞销及贬值。开发商上海盛帆房地产开发有限公司将大韩航空告上法庭，要求赔偿4.3亿元人民币。上海市第一中级人民法院审理后裁定大韩航空向盛帆房地产赔偿人民币49,739,727元（四千九百余万元）。
在HL7373前交付给大韩航空的一架MD-11（注册号HL7372）在10年后（2009年）于上海浦东机场起飞后坠毁，3人遇难，当时飞机已经转让至艾维特航空。
此次空難一度被傳媒稱作“四·一五空難”，而事發三年後（2002年4月15日）韓國釜山發生中國國際航空129號班機空難，“四·一五空難”這一表述也更多用於指代後者。
2001年6月5日，韓國交通部宣佈取消大韓航空由漢城至上海的貨運航線。

## 外部連結
- 事發現場錄像（页面存档备份，存于）
- HL7373失事前的照片（页面存档备份，存于）
- 大韩航空货运6316号班机空难最终报告PDF （英文）